# Liste der Stolpersteine in Zeeuws Vlaanderen

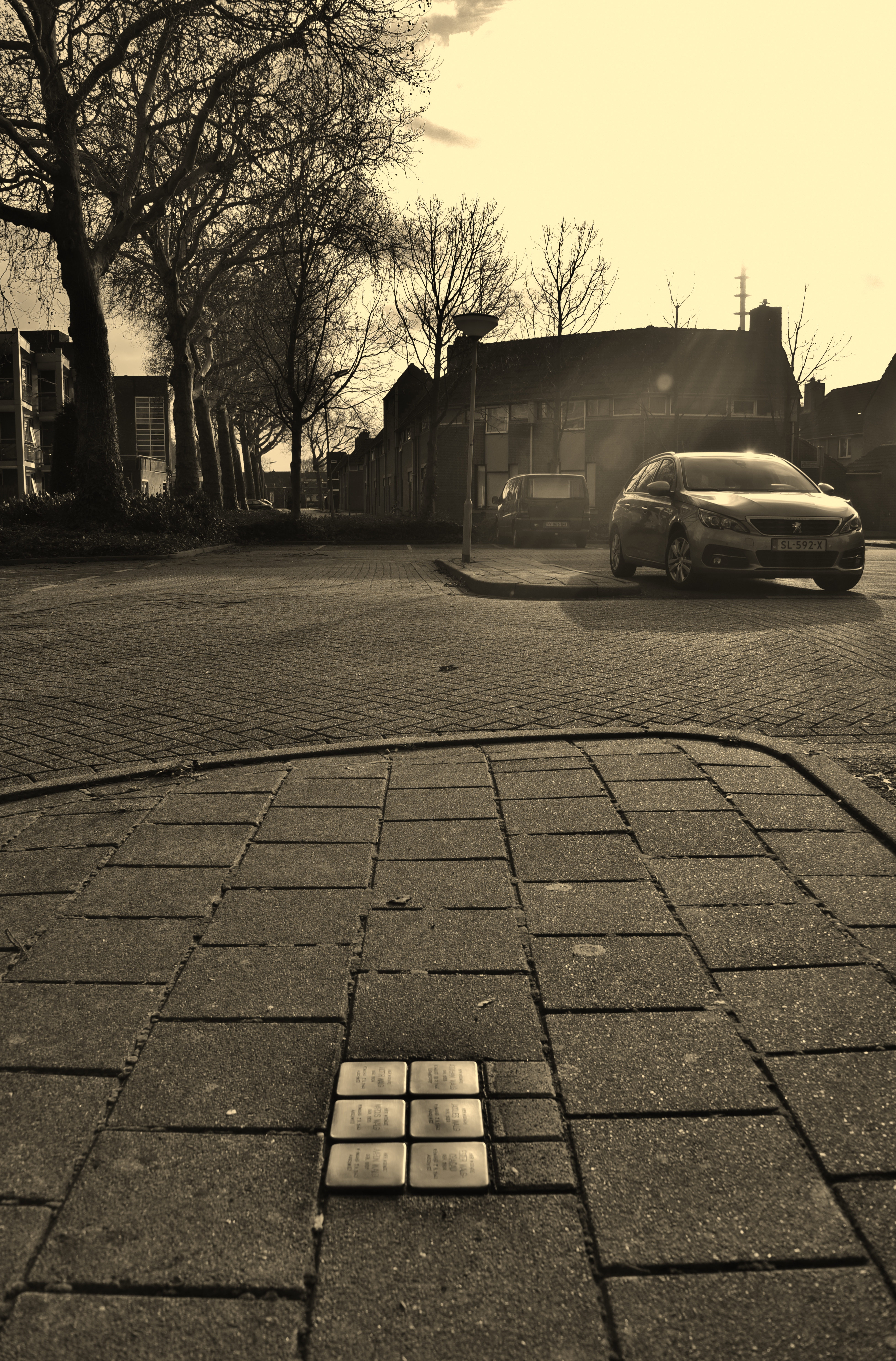
Stolpersteine in Terneuzen

Die Liste der Stolpersteine in Zeeuws Vlaanderen umfasst die Stolpersteine, die vom deutschen Künstler Gunter Demnig in der Region Zeeuws Vlaanderen verlegt wurden, gelegen in der niederländischen Provinz Zeeland. Stolpersteine sind Opfern des Nationalsozialismus gewidmet, all jenen, die vom NS-Regime drangsaliert, deportiert, ermordet, in die Emigration oder in den Suizid getrieben wurden. Demnig verlegt für jedes Opfer einen eigenen Stein, im Regelfall vor dem letzten selbst gewählten Wohnsitz.

## Verlegte Stolpersteine

### Hulst
In der Ortschaft Hulst wurde bislang ein Stolperstein verlegt.
| Stolperstein | Übersetzung                                                             | Verlegort          | Name, Leben             |
| ------------ | ----------------------------------------------------------------------- | ------------------ | ----------------------- |
|              | HIER WOHNTE EMILE ALBERTUS ECKSTEIN GEB. 1920 ERMORDET 9.4.1943 SOBIBOR | Hulst, Houtmarkt 8 | Emile Albertus Eckstein |

### Terneuzen
In der Ortschaft Terneuzen wurde bislang zehn Stolpersteine an vier Adressen verlegt.
| Stolperstein | Übersetzung                                                                | Verlegort                         | Name, Leben             |
| ------------ | -------------------------------------------------------------------------- | --------------------------------- | ----------------------- |
|              | HIER WOHNTE ISAAC ENGERS GEB. 1886 ERMORDET 30.9.1942 AUSCHWITZ            | Terneuzen, Nieuwediepstraat 101   | Isaac Engers            |
|              | HIER WOHNTE ISAAK FONTEIJN GEB. 1880 ERMORDET 26.2.1943 AUSCHWITZ          | Terneuzen, Van Steenbergenlaan 22 | Izaak Fonteijn          |
|              | HIER WOHNTE JOHANNA FONTEIJN-KOPPEL GEB. 1893 ERMORDET 26.2.1943 AUSCHWITZ | Terneuzen, Van Steenbergenlaan 22 | Johanna Fonteijn-Koppel |
|              | HIER WOHNTE MOZES HOEPELMAN GEB. 1886 ERMORDET 7.9.1942 AUSCHWITZ          | Terneuzen, Dijkstraat 75          | Mozes Hoepelman         |
|              | HIER WOHNTE AARON WALG GEB. 1937 ERMORDET 7.9.1942 AUSCHWITZ               | Terneuzen, Van Steenbergenlaan 50 | Aaron Walg              |
|              | HIER WOHNTE ABRAHAM WALG GEB. 1905 ERMORDET 19.2.1944 LUDWIGSDORF          | Terneuzen, Van Steenbergenlaan 50 | Abraham Walg            |
|              | HIER WOHNTE JACQUES WALG GEB. 1939 ERMORDET 7.9.1942 AUSCHWITZ             | Terneuzen, Van Steenbergenlaan 50 | Jacques Walg            |
|              | HIER WOHNTE MARCUS WALG GEB. 1935 ERMORDET 7.9.1942 AUSCHWITZ              | Terneuzen, Van Steenbergenlaan 50 | Marcus Walg             |
|              | HIER WOHNTE VICTOR WALG GEB. 1934 ERMORDET 7.9.1942 AUSCHWITZ              | Terneuzen, Van Steenbergenlaan 50 | Victor Walg             |
|              | HIER WOHNTE ESTER WALG- CRACAU GEB. 1908 ERMORDET 7.9.1942 AUSCHWITZ       | Terneuzen, Van Steenbergenlaan 50 | Ester Walg-Cracau       |

## Verlegedaten
- 30. April 2018: Hulst, Terneuzen